# Terre del Reno
Terre del Reno är en kommun i provinsen Ferrara i regionen Emilia-Romagna i Italien. Kommunen hade 9 932 invånare (2022).
Kommunen bildades den 1 januari 2017 genom en sammanslagning av de tidigare kommunerna Mirabello och Sant'Agostino.